# Palmarès du simple dames des Internationaux d'Australie
Pour un article plus général, voir Open d'Australie.
Cet article reprend le palmarès du simple dames des Internationaux d'Australie depuis la première apparition en 1922 d'un tableau de simple féminin au championnat d'Australasie de tennis, prédécesseur de l'actuel tournoi du Grand Chelem, l'Open d'Australie.

## Palmarès
| No                        | Date       | Nom et lieu du tournoi                                 | Catégorie                                              | Dotation                                               | Surface                                                | Vainqueure                                             | Finaliste                                              | Score                                                  |                                                        |
| ------------------------- | ---------- | ------------------------------------------------------ | ------------------------------------------------------ | ------------------------------------------------------ | ------------------------------------------------------ | ------------------------------------------------------ | ------------------------------------------------------ | ------------------------------------------------------ | ------------------------------------------------------ |
| Championnat d'Australasie |            |                                                        |                                                        |                                                        |                                                        |                                                        |                                                        |                                                        |                                                        |
| 1                         | 01-12-1922 | Australasian Championships, Sydney                     | G. Chelem                                              | NC                                                     | Gazon (ext.)                                           | Margaret Molesworth                                    | Esna Boyd                                              | 6-3, 10-8                                              | Tableau                                                |
| 2                         | 11-08-1923 | Australasian Championships, Brisbane                   | G. Chelem                                              | NC                                                     | Gazon (ext.)                                           | Margaret Molesworth                                    | Esna Boyd                                              | 6-1, 7-5                                               | Tableau                                                |
| 3                         | 18-01-1924 | Australasian Championships, Melbourne                  | G. Chelem                                              | NC                                                     | Gazon (ext.)                                           | Sylvia Lance Harper                                    | Esna Boyd                                              | 6-3, 3-6, 6-4                                          | Tableau                                                |
| 4                         | 24-01-1925 | Australasian Championships, Sydney                     | G. Chelem                                              | NC                                                     | Gazon (ext.)                                           | Daphne Akhurst                                         | Esna Boyd                                              | 1-6, 8-6, 6-4                                          | Tableau                                                |
| 5                         | 23-01-1926 | Australasian Championships, Adélaïde                   | G. Chelem                                              | NC                                                     | Gazon (ext.)                                           | Daphne Akhurst                                         | Esna Boyd                                              | 6-1, 6-3                                               | Tableau                                                |
| Championnat d'Australie   |            |                                                        |                                                        |                                                        |                                                        |                                                        |                                                        |                                                        |                                                        |
| 6                         | 22-01-1927 | Australian Championships, Melbourne                    | G. Chelem                                              | NC                                                     | Gazon (ext.)                                           | Esna Boyd                                              | Sylvia Lance Harper                                    | 5-7, 6-1, 6-2                                          | Tableau                                                |
| 7                         | 21-01-1928 | Australian Championships, Sydney                       | G. Chelem                                              | NC                                                     | Gazon (ext.)                                           | Daphne Akhurst                                         | Esna Boyd                                              | 7-5, 6-2                                               | Tableau                                                |
| 8                         | 19-01-1929 | Australian Championships, Adélaïde                     | G. Chelem                                              | NC                                                     | Gazon (ext.)                                           | Daphne Akhurst                                         | Louise Bickerton                                       | 6-1, 5-7, 6-2                                          | Tableau                                                |
| 9                         | 18-01-1930 | Australian Championships, Melbourne                    | G. Chelem                                              | NC                                                     | Gazon (ext.)                                           | Daphne Akhurst                                         | Sylvia Lance Harper                                    | 10-8, 2-6, 7-5                                         | Tableau                                                |
| 10                        | 27-02-1931 | Australian Championships, Sydney                       | G. Chelem                                              | NC                                                     | Gazon (ext.)                                           | Coral Buttsworth                                       | Marjorie Cox Crawford                                  | 1-6, 6-3, 6-4                                          | Tableau                                                |
| 11                        | 08-02-1932 | Australian Championships, Adélaïde                     | G. Chelem                                              | NC                                                     | Gazon (ext.)                                           | Coral Buttsworth                                       | Kathleen Le Messurier                                  | 9-7, 6-4                                               | Tableau                                                |
| 12                        | 21-01-1933 | Australian Championships, Melbourne                    | G. Chelem                                              | NC                                                     | Gazon (ext.)                                           | Joan Hartigan                                          | Coral Buttsworth                                       | 6-4, 6-3                                               | Tableau                                                |
| 13                        | 18-01-1934 | Australian Championships, Sydney                       | G. Chelem                                              | NC                                                     | Gazon (ext.)                                           | Joan Hartigan                                          | Margaret Molesworth                                    | 6-1, 6-4                                               | Tableau                                                |
| 14                        | 05-01-1935 | Australian Championships, Melbourne                    | G. Chelem                                              | NC                                                     | Gazon (ext.)                                           | Dorothy Round                                          | Nancy Lyle                                             | 1-6, 6-1, 6-3                                          | Tableau                                                |
| 15                        | 20-01-1936 | Australian Championships, Adélaïde                     | G. Chelem                                              | NC                                                     | Gazon (ext.)                                           | Joan Hartigan                                          | Nancye Wynne                                           | 6-4, 6-4                                               | Tableau                                                |
| 16                        | 22-01-1937 | Australian Championships, Sydney                       | G. Chelem                                              | NC                                                     | Gazon (ext.)                                           | Nancye Wynne                                           | Emily Hood Westacott                                   | 6-3, 5-7, 6-4                                          | Tableau                                                |
| 17                        | 21-01-1938 | Australian Championships, Adélaïde                     | G. Chelem                                              | NC                                                     | Gazon (ext.)                                           | Dorothy Bundy                                          | Dorothy Stevenson                                      | 6-3, 6-2                                               | Tableau                                                |
| 18                        | 20-01-1939 | Australian Championships, Melbourne                    | G. Chelem                                              | NC                                                     | Gazon (ext.)                                           | Emily Hood Westacott                                   | Nell Hall Hopman                                       | 6-1, 6-2                                               | Tableau                                                |
| 19                        | 19-01-1940 | Australian Championships, Sydney                       | G. Chelem                                              | NC                                                     | Gazon (ext.)                                           | Nancye Wynne                                           | Thelma Coyne                                           | 5-7, 6-4, 6-0                                          | Tableau                                                |
|                           | 1941-1945  | Pas de tournoi en raison de la Seconde guerre mondiale | Pas de tournoi en raison de la Seconde guerre mondiale | Pas de tournoi en raison de la Seconde guerre mondiale | Pas de tournoi en raison de la Seconde guerre mondiale | Pas de tournoi en raison de la Seconde guerre mondiale | Pas de tournoi en raison de la Seconde guerre mondiale | Pas de tournoi en raison de la Seconde guerre mondiale | Pas de tournoi en raison de la Seconde guerre mondiale |
| 20                        | 19-01-1946 | Australian Championships, Adélaïde                     | G. Chelem                                              | NC                                                     | Gazon (ext.)                                           | Nancye Wynne Bolton                                    | Joyce Fitch                                            | 6-4, 6-4                                               | Tableau                                                |
| 21                        | 18-01-1947 | Australian Championships, Sydney                       | G. Chelem                                              | NC                                                     | Gazon (ext.)                                           | Nancye Wynne Bolton                                    | Nell Hall Hopman                                       | 6-3, 6-2                                               | Tableau                                                |
| 22                        | 16-01-1948 | Australian Championships, Melbourne                    | G. Chelem                                              | NC                                                     | Gazon (ext.)                                           | Nancye Wynne Bolton                                    | Marie Toomey                                           | 6-3, 6-1                                               | Tableau                                                |
| 23                        | 22-01-1949 | Australian Championships, Adélaïde                     | G. Chelem                                              | NC                                                     | Gazon (ext.)                                           | Doris Hart                                             | Nancye Wynne Bolton                                    | 6-3, 6-4                                               | Tableau                                                |
| 24                        | 20-01-1950 | Australian Championships, Melbourne                    | G. Chelem                                              | NC                                                     | Gazon (ext.)                                           | Louise Brough                                          | Doris Hart                                             | 6-4, 3-6, 6-4                                          | Tableau                                                |
| 25                        | 20-01-1951 | Australian Championships, Sydney                       | G. Chelem                                              | NC                                                     | Gazon (ext.)                                           | Nancye Wynne Bolton                                    | Thelma Coyne Long                                      | 6-1, 7-5                                               | Tableau                                                |
| 26                        | 18-01-1952 | Australian Championships, Adélaïde                     | G. Chelem                                              | NC                                                     | Gazon (ext.)                                           | Thelma Coyne Long                                      | Helen Angwin                                           | 6-2, 6-3                                               | Tableau                                                |
| 27                        | 08-01-1953 | Australian Championships, Melbourne                    | G. Chelem                                              | NC                                                     | Gazon (ext.)                                           | Maureen Connolly                                       | Julia Sampson                                          | 6-3, 6-2                                               | Tableau                                                |
| 28                        | 22-01-1954 | Australian Championships, Sydney                       | G. Chelem                                              | NC                                                     | Gazon (ext.)                                           | Thelma Coyne Long                                      | Jenny Staley                                           | 6-3, 6-4                                               | Tableau                                                |
| 29                        | 21-01-1955 | Australian Championships, Adélaïde                     | G. Chelem                                              | NC                                                     | Gazon (ext.)                                           | Beryl Penrose                                          | Thelma Coyne Long                                      | 6-4, 6-3                                               | Tableau                                                |
| 30                        | 20-01-1956 | Australian Championships, Brisbane                     | G. Chelem                                              | NC                                                     | Gazon (ext.)                                           | Mary Carter Reitano                                    | Thelma Coyne Long                                      | 3-6, 6-2, 9-7                                          | Tableau                                                |
| 31                        | 18-01-1957 | Australian Championships, Melbourne                    | G. Chelem                                              | NC                                                     | Gazon (ext.)                                           | Shirley Fry                                            | Althea Gibson                                          | 6-3, 6-4                                               | Tableau                                                |
| 32                        | 17-01-1958 | Australian Championships, Sydney                       | G. Chelem                                              | NC                                                     | Gazon (ext.)                                           | Angela Mortimer                                        | Lorraine Coghlan                                       | 6-3, 6-4                                               | Tableau                                                |
| 33                        | 16-01-1959 | Australian Championships, Adélaïde                     | G. Chelem                                              | NC                                                     | Gazon (ext.)                                           | Mary Carter Reitano                                    | Renee Schuurman                                        | 6-2, 6-3                                               | Tableau                                                |
| 34                        | 22-01-1960 | Australian Championships, Brisbane                     | G. Chelem                                              | NC                                                     | Gazon (ext.)                                           | Margaret Smith                                         | Jan Lehane                                             | 7-5, 6-2                                               | Tableau                                                |
| 35                        | 17-01-1961 | Australian Championships, Melbourne                    | G. Chelem                                              | NC                                                     | Gazon (ext.)                                           | Margaret Smith                                         | Jan Lehane                                             | 6-1, 6-4                                               | Tableau                                                |
| 36                        | 15-01-1962 | Australian Championships, Sydney                       | G. Chelem                                              | NC                                                     | Gazon (ext.)                                           | Margaret Smith                                         | Jan Lehane                                             | 6-0, 6-2                                               | Tableau                                                |
| 37                        | 09-01-1963 | Australian Championships, Adélaïde                     | G. Chelem                                              | NC                                                     | Gazon (ext.)                                           | Margaret Smith                                         | Jan Lehane                                             | 6-2, 6-2                                               | Tableau                                                |
| 38                        | 13-01-1964 | Australian Championships, Brisbane                     | G. Chelem                                              | NC                                                     | Gazon (ext.)                                           | Margaret Smith                                         | Lesley Turner                                          | 6-3, 6-2                                               | Tableau                                                |
| 39                        | 22-01-1965 | Australian Championships, Melbourne                    | G. Chelem                                              | NC                                                     | Gazon (ext.)                                           | Margaret Smith                                         | Maria Bueno                                            | 5-7, 6-4, 5-2, ab.                                     | Tableau                                                |
| 40                        | 21-01-1966 | Australian Championships, Sydney                       | G. Chelem                                              | NC                                                     | Gazon (ext.)                                           | Margaret Smith                                         | Nancy Richey                                           | Forfait                                                | Tableau                                                |
| 41                        | 20-01-1967 | Australian Championships, Adélaïde                     | G. Chelem                                              | NC                                                     | Gazon (ext.)                                           | Nancy Richey                                           | Lesley Turner                                          | 6-1, 6-4                                               | Tableau                                                |
| 42                        | 19-01-1968 | Australian Championships, Melbourne                    | G. Chelem                                              | NC                                                     | Gazon (ext.)                                           | Billie Jean King                                       | Margaret Smith Court                                   | 6-1, 6-2                                               | Tableau                                                |
| Ère Open                  |            |                                                        |                                                        |                                                        |                                                        |                                                        |                                                        |                                                        |                                                        |
| 43                        | 20-01-1969 | Australian Open, Brisbane                              | G. Chelem                                              | NC                                                     | Gazon (ext.)                                           | Margaret Smith Court                                   | Billie Jean King                                       | 6-4, 6-1                                               | Tableau                                                |
| 44                        | 19-01-1970 | Australian Open, Sydney                                | G. Chelem                                              | NC                                                     | Gazon (ext.)                                           | Margaret Smith Court                                   | Kerry Melville                                         | 6-3, 6-1                                               | Tableau                                                |
| 45                        | 07-03-1971 | Australian Open, Sydney                                | G. Chelem                                              | NC                                                     | Gazon (ext.)                                           | Margaret Smith Court                                   | Evonne Goolagong                                       | 2-6, 7-6, 7-5                                          | Tableau                                                |
| 46                        | 27-12-1971 | Australian Open, Melbourne                             | G. Chelem                                              | NC                                                     | Gazon (ext.)                                           | Virginia Wade                                          | Evonne Goolagong                                       | 6-4, 6-4                                               | Tableau                                                |
| 47                        | 26-12-1972 | Australian Open, Melbourne                             | G. Chelem                                              | 22 140 $                                               | Gazon (ext.)                                           | Margaret Smith Court                                   | Evonne Goolagong                                       | 6-4, 7-5                                               | Tableau                                                |
| 48                        | 24-12-1973 | Australian Open, Melbourne                             | G. Chelem                                              | NC                                                     | Gazon (ext.)                                           | Evonne Goolagong                                       | Chris Evert                                            | 7-6, 4-6, 6-0                                          | Tableau                                                |
| 49                        | 21-12-1974 | Australian Open, Melbourne                             | G. Chelem                                              | NC                                                     | Gazon (ext.)                                           | Evonne Goolagong                                       | Martina Navrátilová                                    | 6-3, 6-2                                               | Tableau                                                |
| 50                        | 26-12-1975 | Australian Open, Melbourne                             | G. Chelem                                              | NC                                                     | Gazon (ext.)                                           | Evonne Goolagong                                       | Renáta Tomanová                                        | 6-2, 6-2                                               | Tableau                                                |
| 51                        | 03-01-1977 | Marlboro Australian Open, Melbourne                    | G. Chelem                                              | NC                                                     | Gazon (ext.)                                           | Kerry Reid                                             | Dianne Fromholtz                                       | 7-5, 6-2                                               | Tableau                                                |
| 52                        | 19-12-1977 | Australian Open, Melbourne                             | G. Chelem                                              | 50 000 $                                               | Gazon (ext.)                                           | Evonne Goolagong                                       | Helen Cawley                                           | 6-3, 6-0                                               | Tableau                                                |
| 53                        | 25-12-1978 | Australian Open, Melbourne                             | G. Chelem                                              | 35 000 $                                               | Gazon (ext.)                                           | Chris O'Neil                                           | Betsy Nagelsen                                         | 6-3, 7-6                                               | Tableau                                                |
| 54                        | 24-12-1979 | Australian Open, Melbourne                             | G. Chelem                                              | 350 000 $                                              | Gazon (ext.)                                           | Barbara Jordan                                         | Sharon Walsh                                           | 6-3, 6-3                                               | Tableau                                                |
| 55                        | 24-11-1980 | Toyota Australian Open, Melbourne                      | G. Chelem                                              | 200 000 $                                              | Gazon (ext.)                                           | Hana Mandlíková                                        | Wendy Turnbull                                         | 6-0, 7-5                                               | Tableau                                                |
| 56                        | 30-11-1981 | Toyota Australian Open, Melbourne                      | G. Chelem                                              | 200 000 $                                              | Gazon (ext.)                                           | Martina Navrátilová                                    | Chris Evert                                            | 6-74, 6-4, 7-5                                         | Tableau                                                |
| 57                        | 02-12-1982 | Marlboro Australian Open, Melbourne                    | G. Chelem                                              | 350 000 $                                              | Gazon (ext.)                                           | Chris Evert                                            | Martina Navrátilová                                    | 6-3, 2-6, 6-3                                          | Tableau                                                |
| 58                        | 28-11-1983 | Marlboro Australian Open, Melbourne                    | G. Chelem                                              | 500 000 $                                              | Gazon (ext.)                                           | Martina Navrátilová                                    | Kathy Jordan                                           | 6-2, 7-6                                               | Tableau                                                |
| 59                        | 26-11-1984 | Australian Open, Melbourne                             | G. Chelem                                              | 645 000 $                                              | Gazon (ext.)                                           | Chris Evert                                            | Helena Suková                                          | 6-74, 6-1, 6-3                                         | Tableau                                                |
| 60                        | 25-11-1985 | Australian Open, Melbourne                             | G. Chelem                                              | 645 000 $                                              | Gazon (ext.)                                           | Martina Navrátilová                                    | Chris Evert                                            | 6-2, 4-6, 6-2                                          | Tableau                                                |
| 61                        | 12-01-1987 | Ford Australian Open, Melbourne                        | G. Chelem                                              | 695 161 $                                              | Gazon (ext.)                                           | Hana Mandlíková                                        | Martina Navrátilová                                    | 7-5, 7-61                                              | Tableau                                                |
| 62                        | 11-01-1988 | Ford Australian Open, Melbourne                        | G. Chelem                                              | 711 450 $                                              | Dur (ext.)                                             | Steffi Graf                                            | Chris Evert                                            | 6-1, 7-63                                              | Tableau                                                |
| 63                        | 16-01-1989 | Ford Australian Open, Melbourne                        | G. Chelem                                              | 937 882 $                                              | Dur (ext.)                                             | Steffi Graf                                            | Helena Suková                                          | 6-4, 6-4                                               | Tableau                                                |
| 64                        | 15-01-1990 | Ford Australian Open, Melbourne                        | G. Chelem                                              | 1 220 160 $                                            | Dur (ext.)                                             | Steffi Graf                                            | Mary Joe Fernández                                     | 6-3, 6-4                                               | Tableau                                                |
| 65                        | 14-01-1991 | Ford Australian Open, Melbourne                        | G. Chelem                                              | 2 000 000 $                                            | Dur (ext.)                                             | Monica Seles                                           | Jana Novotná                                           | 5-7, 6-3, 6-1                                          | Tableau                                                |
| 66                        | 13-01-1992 | Ford Australian Open, Melbourne                        | G. Chelem                                              | 2 000 000 $                                            | Dur (ext.)                                             | Monica Seles                                           | Mary Joe Fernández                                     | 6-2, 6-3                                               | Tableau                                                |
| 67                        | 18-01-1993 | Ford Australian Open, Melbourne                        | G. Chelem                                              | 2 400 000 $                                            | Dur (ext.)                                             | Monica Seles                                           | Steffi Graf                                            | 4-6, 6-3, 6-2                                          | Tableau                                                |
| 68                        | 17-01-1994 | Ford Australian Open, Melbourne                        | G. Chelem                                              | 2 426 000 $                                            | Dur (ext.)                                             | Steffi Graf                                            | Arantxa Sánchez                                        | 6-0, 6-2                                               | Tableau                                                |
| 69                        | 16-01-1995 | Ford Australian Open, Melbourne                        | G. Chelem                                              | 2 738 000 $                                            | Dur (ext.)                                             | Mary Pierce                                            | Arantxa Sánchez                                        | 6-3, 6-2                                               | Tableau                                                |
| 70                        | 15-01-1996 | Ford Australian Open, Melbourne                        | G. Chelem                                              | 3 970 600 $                                            | Dur (ext.)                                             | Monica Seles                                           | Anke Huber                                             | 6-4, 6-1                                               | Tableau                                                |
| 71                        | 13-01-1997 | Ford Australian Open, Melbourne                        | G. Chelem                                              | 4 058 100 $                                            | Dur (ext.)                                             | Martina Hingis                                         | Mary Pierce                                            | 6-2, 6-2                                               | Tableau                                                |
| 72                        | 19-01-1998 | Australian Open, Melbourne                             | G. Chelem                                              | 4 058 100 $                                            | Dur (ext.)                                             | Martina Hingis                                         | Conchita Martínez                                      | 6-3, 6-3                                               | Tableau                                                |
| 73                        | 18-01-1999 | Australian Open, Melbourne                             | G. Chelem                                              | 3 040 620 $                                            | Dur (ext.)                                             | Martina Hingis                                         | Amélie Mauresmo                                        | 6-2, 6-3                                               | Tableau                                                |
| 74                        | 17-01-2000 | Australian Open, Melbourne                             | G. Chelem                                              | 3 544 313 $                                            | Dur (ext.)                                             | Lindsay Davenport                                      | Martina Hingis                                         | 6-1, 7-5                                               | Tableau                                                |
| 75                        | 15-01-2001 | Australian Open, Melbourne                             | G. Chelem                                              | 3 569 290 $                                            | Dur (ext.)                                             | Jennifer Capriati                                      | Martina Hingis                                         | 6-4, 6-3                                               | Tableau                                                |
| 76                        | 14-01-2002 | Australian Open, Melbourne                             | G. Chelem                                              | 3 942 915 $                                            | Dur (ext.)                                             | Jennifer Capriati                                      | Martina Hingis                                         | 4-6, 7-67, 6-2                                         | Tableau                                                |
| 77                        | 13-01-2003 | Australian Open, Melbourne                             | G. Chelem                                              | 4 838 625 $                                            | Dur (ext.)                                             | Serena Williams                                        | Venus Williams                                         | 7-64, 3-6, 6-4                                         | Tableau                                                |
| 78                        | 19-01-2004 | Australian Open, Melbourne                             | G. Chelem                                              | 5 590 310 $                                            | Dur (ext.)                                             | Justine Henin Hardenne                                 | Kim Clijsters                                          | 6-3, 4-6, 6-3                                          | Tableau                                                |
| 79                        | 17-01-2005 | Australian Open, Melbourne                             | G. Chelem                                              | 5 952 601 $                                            | Dur (ext.)                                             | Serena Williams                                        | Lindsay Davenport                                      | 2-6, 6-3, 6-0                                          | Tableau                                                |
| 80                        | 16-01-2006 | Australian Open, Melbourne                             | G. Chelem                                              | 6 137 580 $                                            | Dur (ext.)                                             | Amélie Mauresmo                                        | Justine Henin Hardenne                                 | 6-1, 2-0, ab.                                          | Tableau                                                |
| 81                        | 15-01-2007 | Australian Open, Melbourne                             | G. Chelem                                              | 6 737 973 $                                            | Dur (ext.)                                             | Serena Williams                                        | Maria Sharapova                                        | 6-1, 6-2                                               | Tableau                                                |
| 82                        | 14-01-2008 | Australian Open, Melbourne                             | G. Chelem                                              | 8 000 000 $                                            | Dur (ext.)                                             | Maria Sharapova                                        | Ana Ivanović                                           | 7-5, 6-3                                               | Tableau                                                |
| 83                        | 19-01-2009 | Australian Open, Melbourne                             | G. Chelem                                              | 7 262 973 $                                            | Dur (ext.)                                             | Serena Williams                                        | Dinara Safina                                          | 6-0, 6-3                                               | Tableau                                                |
| 84                        | 18-01-2010 | Australian Open, Melbourne                             | G. Chelem                                              | 9 264 098 $                                            | Dur (ext.)                                             | Serena Williams                                        | Justine Henin                                          | 6-4, 3-6, 6-2                                          | Tableau                                                |
| 85                        | 17-01-2011 | Australian Open, Melbourne                             | G. Chelem                                              | 10 366 780 $                                           | Dur (ext.)                                             | Kim Clijsters                                          | Li Na                                                  | 3-6, 6-3, 6-3                                          | Tableau                                                |
| 86                        | 16-01-2012 | Australian Open, Melbourne                             | G. Chelem                                              | 12 122 762 $                                           | Dur (ext.)                                             | Victoria Azarenka                                      | Maria Sharapova                                        | 6-3, 6-0                                               | Tableau                                                |
| 87                        | 14-01-2013 | Australian Open, Melbourne                             | G. Chelem                                              | 13 712 772 $                                           | Dur (ext.)                                             | Victoria Azarenka                                      | Li Na                                                  | 4-6, 6-4, 6-3                                          | Tableau                                                |
| 88                        | 13-01-2014 | Australian Open, Melbourne                             | G. Chelem                                              | 13 615 654 $                                           | Dur (ext.)                                             | Li Na                                                  | Dominika Cibulková                                     | 7-63, 6-0                                              | Tableau                                                |
| 89                        | 19-01-2015 | Australian Open, Melbourne                             | G. Chelem                                              | 13 916 572 $                                           | Dur (ext.)                                             | Serena Williams                                        | Maria Sharapova                                        | 6-3, 7-65                                              | Tableau                                                |
| 90                        | 18-01-2016 | Australian Open, Melbourne                             | G. Chelem                                              | 19 703 000 A$                                          | Dur (ext.)                                             | Angelique Kerber                                       | Serena Williams                                        | 6-4, 3-6, 6-4                                          | Tableau                                                |
| 91                        | 16-01-2017 | Australian Open, Melbourne                             | G. Chelem                                              | 22 624 000 A$                                          | Dur (ext.)                                             | Serena Williams                                        | Venus Williams                                         | 6-4, 6-4                                               | Tableau                                                |
| 92                        | 15-01-2018 | Australian Open, Melbourne                             | G. Chelem                                              | 25 096 000 A$                                          | Dur (ext.)                                             | Caroline Wozniacki                                     | Simona Halep                                           | 7-62, 3-6, 6-4                                         | Tableau                                                |
| 93                        | 14-01-2019 | Australian Open, Melbourne                             | G. Chelem                                              | 28 814 100 A$                                          | Dur (ext.)                                             | Naomi Osaka                                            | Petra Kvitová                                          | 7-62, 5-7, 6-4                                         | Tableau                                                |
| 94                        | 20-01-2020 | Australian Open, Melbourne                             | G. Chelem                                              | 32 505 000 A$                                          | Dur (ext.)                                             | Sofia Kenin                                            | Garbiñe Muguruza                                       | 4-6, 6-2, 6-2                                          | Tableau                                                |
| 95                        | 20-02-2021 | Australian Open, Melbourne                             | G. Chelem                                              | 32 790 000 A$                                          | Dur (ext.)                                             | Naomi Osaka                                            | Jennifer Brady                                         | 6-4, 6-3                                               | Tableau                                                |
| 96                        | 17-01-2022 | Australian Open, Melbourne                             | G. Chelem                                              | 33 784 000 A$                                          | Dur (ext.)                                             | Ashleigh Barty                                         | Danielle Collins                                       | 6-3, 7-62                                              | Tableau                                                |
| 97                        | 16-01-2023 | Australian Open, Melbourne                             | G. Chelem                                              | 34 848 000 A$                                          | Dur (ext.)                                             | Aryna Sabalenka                                        | Elena Rybakina                                         | 4-6, 6-3, 6-4                                          | Tableau                                                |
| 98                        | 15-01-2024 | Australian Open, Melbourne                             | G. Chelem                                              | 38 923 200 AU$                                         | Dur (ext.)                                             | Aryna Sabalenka                                        | Zheng Qinwen                                           | 6-3, 6-2                                               | Tableau                                                |
| 99                        | 12-01-2025 | Australian Open, Melbourne                             | G. Chelem                                              | NC                                                     | Dur (ext.)                                             | Madison Keys                                           | Aryna Sabalenka                                        | 6-3, 2-6, 7-5                                          | Tableau                                                |

## Championnes les plus titrées
Joueuses les plus titrées (au moins 3 titres).

Mis à jour après AO 2024.
| #  | Joueuse                 | Titres | Titres   | Premier | Dernier |
| #  | Joueuse                 | Total  | Ère Open | Premier | Dernier |
| -- | ----------------------- | ------ | -------- | ------- | ------- |
| 1. | Margaret Smith Court    | 11     | 4        | 1960    | 1973    |
| 2. | Serena Williams         | 7      | 7        | 2003    | 2017    |
| 3. | Nancye Wynne Bolton     | 6      | 0        | 1937    | 1951    |
| 4. | Daphne Akhurst          | 5      | 0        | 1925    | 1930    |
| 5. | Evonne Goolagong-Cawley | 4      | 4        | 1974    | 1977    |
| 5. | Steffi Graf             | 4      | 4        | 1988    | 1994    |
| 5. | / Monica Seles          | 4      | 4        | 1991    | 1996    |
| 8. | Joan Hartigan           | 3      | 0        | 1933    | 1936    |
| 8. | Martina Navrátilová     | 3      | 3        | 1981    | 1985    |
| 8. | Martina Hingis          | 3      | 3        | 1997    | 1999    |

## Nombre de titres par pays
| Pays        | Titres | Premier | Dernier |
| ----------- | ------ | ------- | ------- |
| Australie   | 33     | 1922    | 1966    |
| États-Unis  | 7      | 1938    | 1968    |
| Royaume-Uni | 2      | 1935    | 1958    |
| Total       | 42     |         |         |

| Pays            | Titres | Premier | Dernier |
| --------------- | ------ | ------- | ------- |
| États-Unis      | 19     | 1979    | 2025    |
| Australie       | 11     | 1969    | 2022    |
| Allemagne       | 5      | 1988    | 2016    |
| Suisse          | 3      | 1997    | 1999    |
| Yougoslavie     | 3      | 1991    | 1993    |
| Belgique        | 2      | 2004    | 2011    |
| Biélorussie     | 2      | 2012    | 2013    |
| France          | 2      | 1995    | 2006    |
| Tchécoslovaquie | 2      | 1980    | 1987    |
| Japon           | 2      | 2019    | 2021    |
| Biélorussie     | 2      | 2023    | 2024    |
| Royaume-Uni     | 1      | 1972    | -       |
| Chine           | 1      | 2014    | -       |
| Danemark        | 1      | 2018    | -       |
| Russie          | 1      | 2008    | -       |
| Total           | 57     |         |         |